# La Grande Enciclopedia Danese

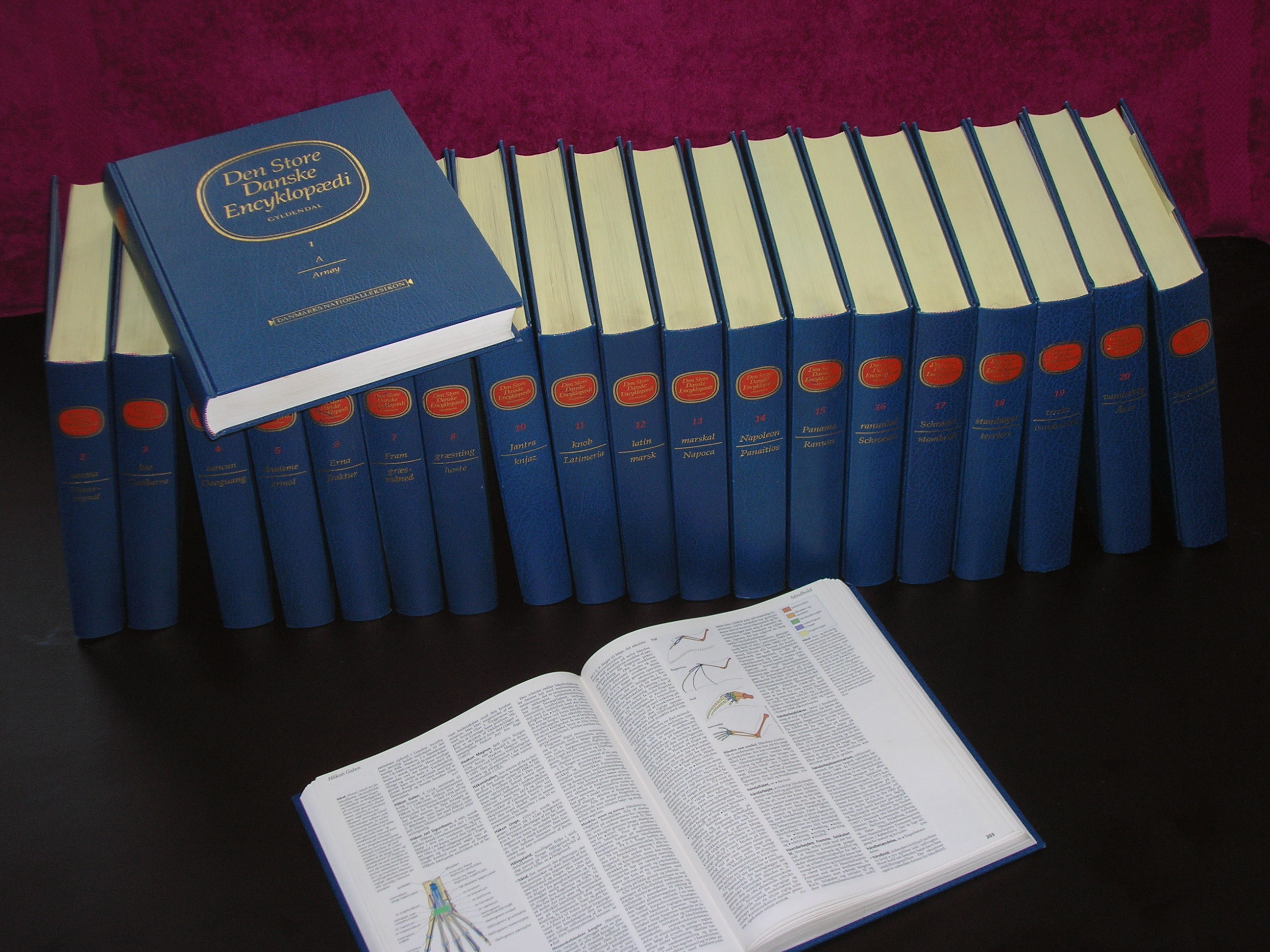
Den Store Danske Encyklopædi

La Grande Enciclopedia Danese (in danese Den Store Danske Encyklopædi) è la più completa enciclopedia contemporanea in lingua danese.
Pubblicata in 20 volumi dal 1994 al 2001, e con un volume supplementare nel 2002 e l'indice dei volumi nel 2003 dalla casa editrice Danmarks Nationalleksikon A/S dipendente da Gyldendal.
L'opera comprende 115.000 articoli che variano in lunghezza da una sola riga alle 130 dedicate alla voce "Danimarca".
Le voci sono state scritti da una équipe di 4000 esperti coordinati da Jørn Lund.
Le voci con più di 12 righe sono state firmate dagli autori. Molte di queste voci possiedono anche una illustrazione.
Nel 2004 viene prodotta una versione digitale senza illustrazioni in CD-ROM per sistemi operativi Windows e nel 2005 per macOS.
Il 26 febbraio 2009 viene pubblicata una versione su internet ad accesso gratuito ma con la visualizzazione di pubblicità ed utilizzando tecnologia Wiki.